# Верховина (курорт)
Верховина — компактний гірськолижний курорт біля селища Верховина (Івано-Франківська область). Розташоване на висоті 620 м над рівнем моря, на березі річки Чорний Черемош, за 150 км від Івано-Франківська і за 31 км від залізничної станції Ворохта. 
На гірськолижному комплексі є бугельний витяг на горі Пушкар - 812 м (смт.Верховина), довжина — 320 м, перепад висот 72 м, середня складність. 1 траса — 380 м, ширина 20-60 м, перепад висот — 72 м, кут нахилу 18%.